# John Ellis (beul)
John Ellis (Rochdale, 4 oktober 1874 - aldaar, 20 september 1932) was een Britse beul. Minder fysiek belastend werk doen, speelde een belangrijke rol in zijn beroepskeuze. Uiteindelijk werden de executies hem te veel. Hij liet memoires na en informeerde publiek over het beulenwerk via toneel en straattheater. Zelf was hij ook het onderwerp van een toneelspel.

## Biografie
John Ellis begon als molenaar bij Eagle Mill in Balderstone, waar hij gewond raakte aan zijn rug, waardoor hij genoodzaakt was te zoeken naar minder fysiek belastend werk. Van deze blessure hield hij overigens zijn leven lang last. Hij werkte daarna in een fabriek die naaimachines maakte, waar hij ook niet lang kon volhouden. Ellis opende vervolgens een kapperszaak, waar hij samen met zijn vrouw ook kranten verkocht. Ellis had echter in een eerdere periode het idee opgevat om beul te worden en ondanks de bezwaren van zijn vrouw solliciteerde hij op 22-jarige leeftijd bij de Home Office. Na een sollicitatiegesprek begon hij aan een training voor beul in de Newgate-gevangenis, waarna zijn naam in 1901 werd toegevoegd aan de lijst van beulen en assistenten. 
Ellis begon zijn loopbaan op 7 december 1901 als assistent van William Billington. In 1906 voerde hij zelf zijn eerste executie uit. Gedurende zijn loopbaan ondervond hij veel stress bij het uitvoeren van zijn executies omdat hij geen fouten wou maken en zijn slachtoffers zo min mogelijk wou laten lijden. Hierdoor raakte hij aan de drank. De executie van Edith Jessie Thompson in 1923 verliep echter problematisch. In het vooruitzicht van haar naderende dood moest zij op de dag van haar executie worden ondersteund en in een stoel op het schavot gezet worden. Haar val leidde tot een vaginale bloeding, waarbij een grote hoeveelheid bloed werd vergoten en vermoed wordt dat ze zwanger was. Ook was ze naar alle waarschijnlijkheid niet meteen dood. Op 28 december 1923 voerde Ellis zijn laatste executie uit op John Eastwood en liet zich in maart 1924 om gezondheidsredenen schrappen van de lijst van beulen en assistenten. Zijn loopbaan als beul en met name de executie van Thompson had een groot impact op zijn geestesgesteldheid Na een stevig drankgelag ondernam hij in 1924 een zelfmoordpoging door zichzelf in de kaak te schieten. 
In 1927 speelde hij de rol van de beul in het toneelstuk The life and adventures of Charles Peace. Peace werd in 1879 geëxecuteerd voor de moord op een politieagent tijdens het plegen van een inbraak. Het toneelstuk flopte en werd geschrapt na wegblijven van het publiek. Ellis nam ter financiële compensatie het schavot mee naar huis en gebruikte het op kermissen en in badplaatsen voor zijn eigen voorstellingen waar hij zijn publiek vermaakte met informatie over executies. In september 1932 pleegde hij na een drankgelag zelfmoord door zijn eigen keel door te snijden met een scheermes in het bijzijn van zijn vrouw en kinderen. 
Voor zijn zelfmoord schreef Ellis zijn memoires, Diary of a Hangman. Zijn boek biedt inzicht in zijn gedrag, zijn denkwijze en de door hem gebruikte executie-methoden.
In totaal heeft Ellis 203 executies voltrokken.

## Bekende executies
- Sir Roger Casement
- Dr Hawley Harvey Crippen
- George Joseph Smith

## Trivia
- In 2013 werd een toneelstuk Hangman opgevoerd, geschreven door Maggie Clune, dat gebaseerd is op de rechtszaak van Edith Thompson en opvolgende gebeurtenissen met Russel Floyd als John Ellis en Samantha Bolter als Edith Thompson.